# جون إتش. مكارثي
جون إتش. مكارثي هو قاضي ومحامي وسياسي أمريكي، ولد في 16 نوفمبر 1850 في نيويورك في الولايات المتحدة، وتوفي في 5 فبراير 1908. نشط حزبياً في الحزب الديمقراطي. وقد انتخب عضو جمعية ولاية نيويورك ‏ وانتخب عضو مجلس النواب الأمريكي ‏.